# Trabant (együttes)
A Trabant együttes 1981-ben alakult, 1981 és 1984 között aktív budapesti alternatív rockegyüttes. Eredeti tagjai Méhes Marietta, Lukin Gábor és Vető János voltak.

## Működése
Alapvetően szobazenekarként léteztek, Lukin Gábor lakásán készítettek felvételeket szalagos magnókkal, játékbolti felszerelésekkel és játékhangszereken. Jó ideig nem is léptek fel, csak kazettáról ismerhette őket a hallgatóság. Az ismertséget Xantus János Eszkimó asszony fázik (1984) című filmje hozta meg számukra, melynek zenéjét a Trabant szerezte és játszotta, főszereplője Marietta volt, illetve maga az egész film is az énekesnő és a Trabant karaktere köré épült. Az 1983-ban elkészült film egyfajta „promottálásaként” is felfogható a zenekar néhány akkori fellépése.
Az együttes munkájában részt vett Hunyadi Károly (Balaton, zeneszerző, basszusgitár, gitár, zongora, vokál), Menyhárt Jenő, Hajnóczy Árpád (Kontroll Csoport, basszusgitár, szaxofon), Víg Mihály  valamint Dénes József " Dönci", Magyar Péter, Másik János, Farkas Zoltán (Kontroll Csoport, basszusgitár), Újvári János (Kontroll Csoport, szaxofon) és Válint András (dob). A zenekar alkalmanként kísérte Urbán Marianne-t (Embersport), Kecskés Krisztinát (A. E. Bizottság), Konrád Dorkát, Leiter Lillát és Pajor Tamást. A zenekarban játszó, illetve közreműködő személyek felsorolása azért is érdekes, mert jól példázza a 80-as évek elejének legfontosabb avantgárd rock (későbbiekben alternatív rock elnevezéssel is illetett) zenekarainak (URH, Európa Kiadó, Balaton, Trabant, Kontroll Csoport, VHK, Bizottság) együttműködését, másrészről a művészeti ágak (zene, film, videó, képzőművészet, irodalom) összefonódására is jó példa az együttes. Ezeket alapul véve nyugodtan mondhatjuk szellemi műhelynek azt a közösséget, amely a zenekart körülvette.
A „Trabant-körhöz” tartozott Xantus János filmrendező, akinek két korábbi kisfilmjében is főszerepet játszott Marietta – Diorissimo (1980), Női kezekben (1981), továbbá Xantus írt sorokat Trabant-dalba (Földre szálló emberek). Az Eszkimó asszony fázik egyik legismertebb „Trabant-slágere” (amit a filmben az A. E. Bizottság együttes adott elő) a Tangó Kozma György versének megzenésítése. (Kozma a Diorissimóban a Marietta által alakított karakter szövegét szó nélkül hallgató férfit is játszotta.) A Trabant zenéléseit Gazsi Zoltán örökítette meg videón. 
Az együttes zenéit nagyrészt Lukin Gábor szerezte, költői szövegeit elsősorban Vető János írta, a zenekar ismertetőjele mégis Méhes Marietta volt. Ő az, aki először beugrik a zenekart ismerőknek, egyéniségén keresztül szűrődtek át hitelesen a dalok. (Marietta egyébként egy Trabant-dal – Napszúrás – szövegét írta.)
Az 1970-es évek végén és az 1980-as évek elején felszabadító erővel hatottak a korabeli kultúrpolitikában új hullámosnak nevezett avantgárd / alternatív rock zenekarok a magyar könnyűzenei életben. Addig ki nem mondott, mélyben rejtőző gondolatokat mondtak ki, elfojtott indulatokat hoztak a felszínre a hanyatló Kádár-korszakban,  friss szelet hozva, új világlátást, vagy inkább világlátásokat kínálva az ellaposodott pop-rock zenei szcénában. Míg a legtöbb zenekar (Spions, VHK, URH, Európa Kiadó, Kontroll Csoport, de még a Bizottság is alapvetően ide sorolható ) indulatossággal reagált a hazug világra, és elsősorban a szenvedély maximumával fejezte ki mondanivalóját, addig a Trabant a szenvedélyek passzivitását adta. A rezignált attitűd azonban, egy újfajta költői álomvilágot teremtett meg.[forrás?]
A költői alapállásra jó példa Vető János dalszövege, amely a Ragaszthatatlan szív címet viseli (az Eszkimó asszony fázik „másik” nagy slágere is egyben).
Ragaszthatatlan szív
hív magához szív magához
felejthetetlen ív
körbetáncol magához láncol
unatkozhatnék is
de most az álom mája-fátyol
mozdíthatatlan áll
a másik oldal szembe magával
magamagával vár hát
nehezen ébredek fel
még itt az álom úgy találom
fárasztó egy reggel
nem kelek fel nem megyek el
alszom tovább
még itt az álom úgy találom
fárasztó egy reggel
nem kelek fel
A költeményben a  lírai alany szembehelyezkedik a külvilággal, a bizonytalannal, az elrontás lehetőségével. A cselekvés kényszerének a hiánya, a játékos ringatózás, a körbetáncolás (körbetáncol—magához láncol—mája-fátyol—az álom—úgy találom) a biztonság, az l és á betűk gyakorisága a lágyság és puhaság (párnák, alvás) érzetét keltik. A játékosságot a megismételt sorok („még itt az álom”) és a teljes egészében vagy variáltan megismétlődő szavak (magához—magához—magával—magamagával) fokozzák a költeményben. A „ragaszthatatlan szív” a sérülékenység és életteliség nagyszerű metaforikus képe: a valódi érzések kinyilatkoztatása kockázatot rejt, el kell rejteni a világ elől, viszont a költő a saját maga által teremtette világban biztonságban érezheti magát,a két világ között rejlő feszültség kiéneklése vigaszt nyújthat a hallgató számára.[forrás?]

### Méhes Marietta mint „jelenség”
Marietta a Trabant „védjegyévé” vált. Hangja nem egy képzett énekesnőé volt, de őszinte volt és ebben az értelemben tiszta (zeneileg talán kicsit fátyolos), és alapvetően "más". Mindenki el volt tőle ragadtatva. 
Marietta a '80-as évek elejének alternatív kultúrájának ikonja volt. Nevében a 2 "M", plusz a szőkesége egy Marilyn Monroe szerű jelenséggé tette őt. Két kultikus filmben játszott főszerepet, a Kutya éji dalában (1983) és az Eszkimó Asszony Fázikban (1983). Mindkét filmben énekel is, lehet mondani, hogy önmagát alakította, de ezt professzionálisan, színésznőként tette. 
Kortársai, barátai egy végzet asszonyaként (femme fatale) tekintettek rá, ami a Diorissimo c. film után nem is meglepő. Még az Eszkimó Asszony Fázik története is a "végzet asszonya" – koncepción alapul, hiszen a két összetört férfit hagy maga után, amikor Amerikába disszidál új életet kezdeni.
Marietta 1984. október 4-én olaszországi filmforgatásra utazott el az országból. Innen már nem tért vissza Magyarországra, 1985 tavaszán Amerikába távozott (korabeli kifejezéssel: disszidált), s itt is telepedett le. Ez a távozás a Trabant zenekar működésének felfüggesztését jelentette, de valójában az együttes sohasem szűnt meg. Marietta 2011 januárjában két Balaton koncerten lépett fel a Gödör Klubban Budapesten, ahol Víg Mihályon kívül közreműködött több, egykor a Trabantban (is) játszó zenésztárs.

## Tagok
- Méhes Marietta (ének, szöveg)
- Lukin Gábor (zeneszerző, gitár, basszusgitár, zongora, szintetizátor, hangfelvétel, keverés, archiválás, borítók, másolás)
- Vető János (versek, ütőhangszerek, ének) voltak

## Diszkográfia
- Eszkimó asszony fázik (1984, Favorit, EP)
- Trabant (2024, purge.xxx)[3]

## Filmbeli feltűnések
- Időt töltök (Gazsi Zoltán 1983-ban készült dokumentumfilmje az együttesről)
- Eszkimó asszony fázik (Xantus János 1983-ban készült filmje, melyet 1984-ben mutattak be)
- Kutya éji dala (Bódy Gábor 1983-as filmje, itt a Trabant az A. E. Bizottság tagjaival együtt szerepelt)

## Külső hivatkozások
- https://web.archive.org/web/20120312225859/http://www.artinbase.com/artist/30883/Trabant/
- http://artpool.hu/muzik/magtraba.html
- http://balcsi.tripod.com/index_html.html
- https://web.archive.org/web/20180722213530/http://artmagazin.hu/artmagazin_hirek/metszespontok_eszkimo_asszony_fazik_.4192.html?pageid=86
- https://web.archive.org/web/20180113104323/http://www.filmkultura.hu/archiv/filmek/cikk_reszletek.php?kat_azon=975